# Punctileptops robusticeps
Punctileptops robusticeps är en stekelart som först beskrevs av Heinrich 1938.  Punctileptops robusticeps ingår i släktet Punctileptops och familjen brokparasitsteklar. Inga underarter finns listade i Catalogue of Life.